# Geir T. Zoëga
Geir Tómasson Zoëga (G.T. Zoëga), född 1857, död 1928, var en isländsk språkvetare och språklärare, känd för att ha skrivit flera av de tidigaste engelska-till-isländska och isländska-till-engelska ordböckerna samt en ordbok över fornisländska som i stort sett motsvarar fornvästnordiska.

## Karriär
Zoëga var den första mästaren i Reykjavíks grammatikskola. Från 1883 arbetade han som engelskalärare vid Reykjaviks gymnasium (isländska: Menntaskólinn í Reykjavík) och senare från 1913 till sin död som rektor vid skolan.
Under hela sitt liv gav han ut flera engelska-till-isländska och isländska-till-engelska ordböcker. Han dog 1928 innan han kunde slutföra den tredje upplagan av sin isländska-till-engelska ordbok. Författarskapet tillföll då hans svärson Þorsteinn Þorsteinsson (1880–1979), make till Zoëgas dotter Guðrún Geirsdóttir Zoëga (1887–1955), och upplagan släpptes 1932.

## Privatliv
Geir Zoëga hade två döttrar: Guðrún Geirsdóttir Zoëga (1887–1955) och Sigríður Geirsdóttir Zoëga (1889–1968).
Guðrún gifte sig med den isländska ekonomen Þorsteinn Þorsteinsson (1880–1979) och mellan dem fick Geir fem barnbarn. Sigríður gifte sig aldrig men fick en dotter med målaren Jón Stefánsson (1881–1962) som hon uppfostrade ensam.